# Kachō no Koi
Kachō no Koi (課長の恋 lit. El amor del presidente?) es una serie de manga de género yaoi escrita e ilustrada por Kyūshū Danji. Fue publicada por primera vez en la revista Be Boy Comics de la editorial Biblos el 10 de octubre de 2003. En 2010, la serie fue adaptada a un OVA producido por el estudio Panda Kōjō y dirigido por Pippuya. La serie también cuenta con un CD drama que fue lanzado en 2004.

## Argumento
Kazuhiko Ōdakara es un asalariado que ha pasado los 33 años de su vida sin una novia. Tras conocer a un nuevo empleado llamado Ryū Harada, se da cuenta de que de hecho, es gay. Esta nueva revelación acerca de su orientación sexual le permite a Ōdakara explicar, después de largos años sus gustos, que durante mucho tiempo fueron considerados "extraños" por los demás. Mutuamente enamorados, Ōdakara y Harada comienzan una relación y pronto deben lidiar con los problemas típicos de una pareja, que van desde celos hasta la curiosidad de sus colegas. Afortunadamente, la pareja cuenta con el apoyo del camarero y propietario de Blue Dragon, un bar gay que Ōdakara siempre ha frecuentado.

## Personajes
Kazuhiko Ōdakara (大宝 和彦 Ōdakara Kazuhiko?)
Voz por: Ryōtarō Okiayu
Desconocedor de su propia orientación sexual, el bloqueo psicológico de Ōdakara se remonta a cuando era un niño y fue testigo de como un amigo suyo, de quien estaba enamorado, fue abusado por un hombre de Kyūshū. Después de este evento, su amigo descubrió que era gay y abandonó a Ōdakara para estar con dicho hombre. Sin embargo, esta herida no dio origen a ningún prejuicio homofóbico, sino a una supresión inconsciente de sus inclinaciones sexuales.
Ryū Harada (原田 龍 Harada Ryū?)
Voz por: Kenji Nojima
Es un nuevo empleado en la empresa de Ōdakara. Al igual que este, es gay y se enamora de su superior a primera vista. Puesto que sus sentimientos son mutuos, ambos comienzan una relación.
Yukio Kumagai (熊谷 之雄 Kumagai Yukio?)
Voz por: Hiroshi Kamiya
Un colega de Ōdakara y Harada quien también es gay. Envidioso de la pareja, trata de sembrar discordia entre los dos tratando de seducir a Harada. Kumagai está dispuesto a arriesgarlo todo por lograr su objetivo.
Mama del Blue Dragon (ブルードラゴンのママ Burū Doragon no Mama?)
Voz por: Katsuyuki Konishi
Es el camarero y propietario de Blue Dragon, un bar gay. Debido a que Ōdakara ha sido su cliente durante años, había previsto su inevitable salida del armario mucho antes de que este se diera cuenta siquiera de su sexualidad.
Fujio Itō (伊藤 不二夫 Itō Fujio?)
Voz por: Hideo Ishikawa
Otro de los colegas de Ōdakara y Harada.